# Small-Area-Methoden
Small-Area-Methoden (verkürzt SAM) beschäftigen sich im Wesentlichen mit der Entwicklung und Verbesserung statistischer Verfahren zur Schätzung kleinräumiger Daten, bei denen die Regionen nur sehr wenige oder gar fehlende (Befragungs-)Werte aufweisen. Im Zentrum steht dabei das Regionalisieren, also das „Herunterrechnen“ von für größere Regionen vorliegenden aggregierten Daten in feinere geographische Einheiten.

## Hintergründe
Small-Area-Methoden stammen aus dem nordamerikanischen Raum und werden dort auch Small Area Estimates, Small Area Statistics oder Small Area Methods genannt. Die Vorteile von SAM gegenüber herkömmlichen Schätzmodellen bestehen darin, dass in das Modell Informationen aus übergeordneten Raumebenen ebenso einfließen wie Informationen aus ähnlichen Regionen. Das führt zu sehr genauen Angaben, selbst wenn die Regionen nur kleine oder gar fehlende Fallzahlen aufweisen. Voraussetzung der Raumebenen ist eine hierarchisch überschneidungsfreie Struktur (‚nested data‘).
Es wird dabei angenommen, dass bestimmte Zusammenhänge zwischen Variablen nicht nur in einem Gebiet Gültigkeit besitzen, sondern generell in der Population auf ähnliche Weise vorliegen. Somit können Informationen aller oder zumindest vieler Regionen zu einer Stabilisierung der Schätzungen in den einzelnen Regionen beitragen. Prof. J. N. K. Rao (2004) spricht dabei von „borrow strength‘ from related areas to find indirect estimates that increase the effective sample size and thus increase the precision“. Wichtige Zusatzinformationen liefern dabei sogenannte Hilfsvariablen für die jeweilige Region, die das Modell erheblich verbessern können. Mögliche Hilfsinformationen sind z. B. Merkmalsausprägungen aus der Vergangenheit, Werte aus benachbarten oder übergeordneten Subpopulationen und/oder Werte von Hilfsvariablen, die stark mit dem interessierenden Merkmal korrelieren. Es wird generell versucht, Gemeinsamkeiten und Unterschiede verschiedener Gebiete in einem Modell abzubilden, und dann dieses Modell etwa für die Vorhersage der Populations- oder andere Kennwerte zu verwenden.